# Retie
Retie (en francófono Réthy) es una localidad de Bélgica situada en la provincia de Amberes dentro de la Región Flamenca.
Está situada dentro de la comarca de Campiña Flamenca.

## Demografía

### Evolución
Todos los datos históricos relativos al actual municipio, el siguiente gráfico refleja su evolución demográfica
| Gráfica de evolución demográfica de Retie entre 1846 y 2020 |
|                                                             |

## Famosos habitantes
- Lodewijk de Koninck (1838–1924), escritor.
- Peter van Hove (siglo XVIII), fraile, Orden de los Hermanos Menores.

- Datos: Q912062
- Multimedia: Retie / Q912062

1. ↑  Worldpostalcodes.org, código postal n.º 2470.